# Fotokol
Fotokol es una comuna camerunesa perteneciente al departamento de Logone-et-Chari de la región del Extremo Norte.
En 2005 la comuna tenía una población de 36 893 habitantes, de los que 11 787 vivían en la capital comunal homónima. No obstante, no es posible determinar con certeza la población de la comuna en años posteriores porque, al ser un lugar fronterizo con Nigeria, el grupo terrorista nigeriano Boko Haram ha intentado utilizarlo como punto de entrada al país vecino. En 2014 y 2015, la zona de Fotokol se convirtió en un lugar caótico en el que se produjeron desplazamientos de miles de refugiados, atentados terroristas y combates entre terroristas y militares.
Se ubica en la frontera con Nigeria, que la separa de la localidad nigeriana de Gamboru, formando ambas una conurbación internacional en la carretera que une Yamena con Maiduguri.

## Localidades
Comprende, además de la ciudad de Fotokol, las siguientes localidades:
- Amassadik
- Amtchoukoulli
- Ardebé I
- Ardebé II
- Barkary I
- Barkary II
- Belguédé
- Bénéssoué
- Bidéiné
- Bidi
- Blabago
- Blangafé
- Bri Gadou
- Choloba I
- Choloba II
- Dabakoré
- Damalgou
- Danabaltoumsa
- Dega
- Dissalam
- Djabrari
- Djouka Hachim
- Djouka Ndjamena
- Dolé Hérérimé
- Fadje Banasset
- Fadjé Halit
- Fadjé Hérérimé
- Fadjé Issa
- Fima
- Gadafaï
- Glo Arabe
- Glo Kotoko
- Golmo Arabe
- Golmo Kotoko
- Gremari
- Guegueri
- Haïgayo I
- Haïgayo II
- Herdegari
- Hérérimé Imar
- Kabetoua
- Kaldjoua
- Kaloué
- Kekawa
- Kouliougué
- Laïmari
- Madaïk
- Madgam Kotoko ou Sabangari
- Magadi I
- Magadi Ii
- Magam Arabe
- Maïnari
- Medina
- Milimari
- Mougoumassé
- Moungachiri
- Naga
- Nganawaï
- Ngodram
- Nigue
- Oh Hemadié
- Oh Issenie
- Rouroundé
- Sagmé
- Sambori Imar
- Soueram
- Waflam
- Wangara I
- Wangara II
- Warou I
- Warou II
- Worokaïme
- Woromari